# Hids Herred
Hids Herred hed i Kong Valdemars Jordebog Hizhæreth og hørte i middelalderen til Løversyssel; Senere kom herredet under Silkeborg Len, og fra 1660 Silkeborg Amt, fra 1794 Skanderborg Amt, fra 1799 Århus Amt og endelig i 1821 kom det under Viborg Amt.
Hids Herred grænser mod nord til Lysgård Herred og omgives i øvrigt mod øst syd og vest af Aarhus Amt (Gjern Herred og Vrads Herred) og Ringkjøbing Amt (Ginding Herred). En del af syd- og hele østgrænsen dannes af Gudenå og noget af nordgrænsen af dens tilløb Alling Å.
I herredet ligger følgende sogne:
- Balle Sogn – (Silkeborg Kommune) - 1. april 1941 udskiltes dog Alderslyst Sogn herfra
- Engesvang Sogn -(Ikast-Brande Kommune)
- Funder Sogn – (Silkeborg Kommune)
- Gødvad Sogn – (Silkeborg Kommune)
- Kragelund Sogn – (Silkeborg Kommune)
- Lemming Sogn – (Silkeborg Kommune)
- Sejling Sogn – (Silkeborg Kommune)
- Serup Sogn – (Silkeborg Kommune)
- Sinding Sogn – (Silkeborg Kommune)
- Svostrup Sogn – (Silkeborg Kommune)

## Eksterne kilder og henvisninger
- Hids Herred i J.P. Trap: Kongeriget Danmark, udarbejdet af H. Weitemeyer (3. udgave, 4. bind 1901)

56°11′41.5″N 9°28′27.6″Ø / 56.194861°N 9.474333°Ø